# Edmondo De Amicis (presbitero)
Don Edmondo De Amicis (Torino, 20 ottobre 1885 – Torino, 26 aprile 1945) è stato un presbitero italiano.

## Biografia
Diviene sacerdote nell'anno 1911, con funzione di viceparroco presso San Giovanni Battista in Racconigi.
Prende parte alla Grande Guerra in qualità di cappellano e, dopo essere stato insignito dell'Ordine coloniale della Stella d'Italia decide di prender parte anche nella sanguinosa campagna di Riconquista della Libia.
Dopo aver passato un periodo di malattia a causa di un'infezione contratta in Libia, opta per aderire fervidamente al fascismo, divenendo cappellano della 12ª legione "Monte Bianco" ad Ivrea della MVSN.
Nel 1936, a seguito della morte di Padre Reginaldo Giuliani, si offre per partire verso l'Africa Orientale, abbandonando la sua professione di docente di religione e latino.
Congedato dall'Etiopia, diviene in breve tempo cappellano della Guardia Nazionale Repubblicana e diventerà poi collaboratore di Gastone Serloreti nelle torture perpetrate nella Caserma Alessandro La Marmora, di via Asti a Torino, macchiandosi dei medesimi crimini.
Il prigioniero Peccei documenterà nel processo contro i seviziatori di via Asti:
(Deposizione del prigioniero Peccei al Pm in merito alle torture di Via Asti, Cfr.: C. Greppi, Uomini in grigio)
Dopo l'armistizio dell'8 settembre, prosegue comunque in De Amicis la volontà di sostenere il fascismo e diviene un esponente di spicco della propaganda radiofonica, tramite discorsi diffusi per via dell'EIAR il venerdì, del fascismo repubblicano.

## L'attentato e la morte
A seguito della notorietà acquisita con i suoi discorsi favorevoli al fascismo tenuti presso la sede dell'EIAR di Torino, il 30 agosto 1944 resta colpito da un attentato davanti alla sede dell'Associazione Volontari di Guerra, che da lui era presieduta.
Nel mese di gennaio dell'anno successivo, a fronte del fatto di esser stato presidente di detta associazione, viene nominato di diritto membro del Direttorio del Partito Fascista Repubblicano, per quanto riguarda la sezione provinciale torinese.
Il giorno 24 aprile 1945, sulla soglia della sua abitazione nel quartiere Crocetta, viene raggiunto dai colpi sparati da due giovani sconosciuti in bicicletta.
Muore due giorni dopo, il 26 aprile 1945.